# Pucherazo

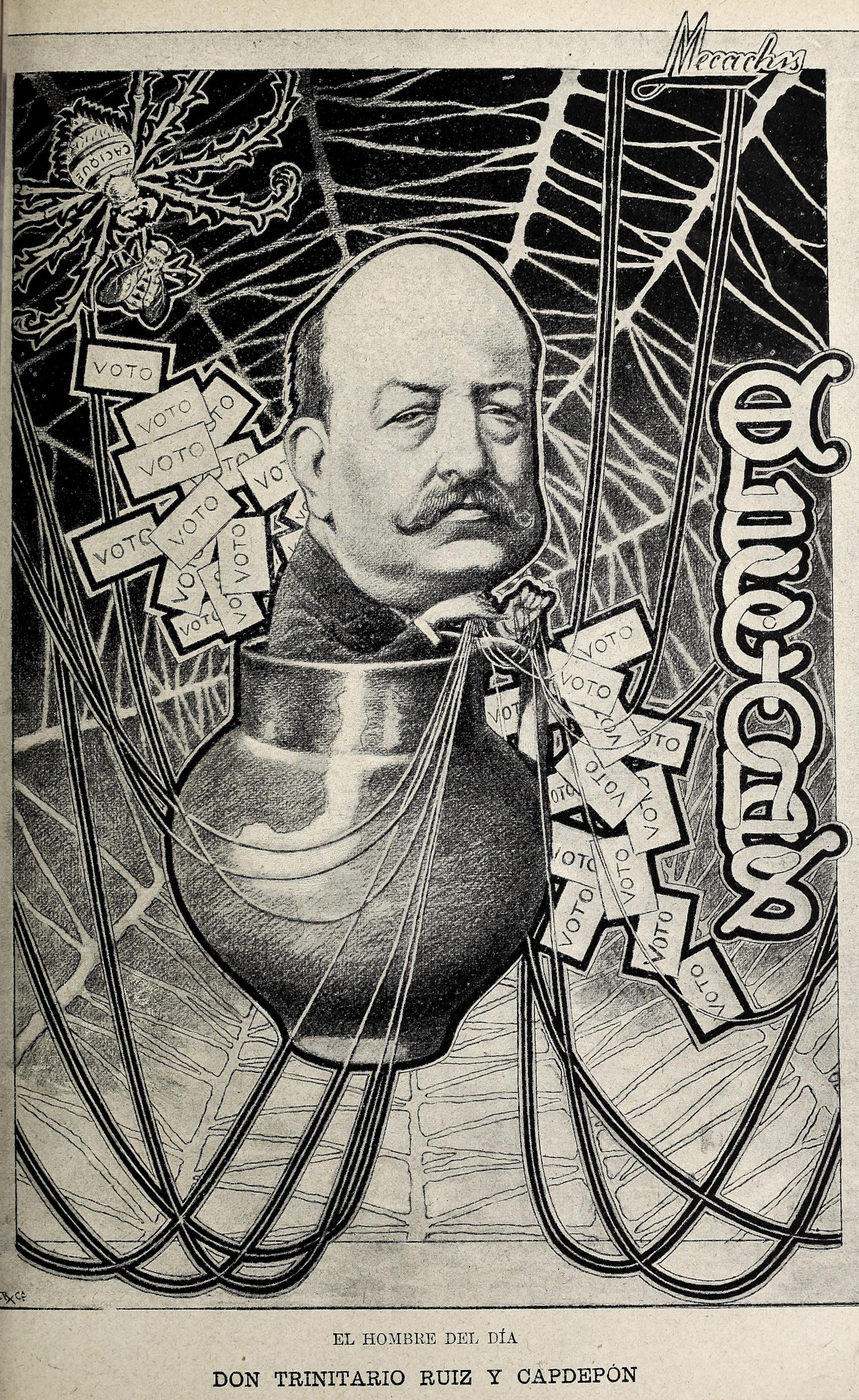
Caricatura de la revista Blanco y Negro (1898) que muestra al diputado Trinitario Ruiz y Capdepón saliendo del puchero gracias a los votos que le ha proporcionado la red caciquil (arriba a la izquierda aparece el cacique representado en forma de araña).

El término pucherazo se utiliza en España para referirse a un fraude electoral en el que se manipulan los resultados de una elección de manera ilegal.

## Origen de la expresión
La expresión «dar pucherazo» se originó durante el periodo de la Restauración borbónica en España, como parte de los métodos de fraude electoral utilizados para mantener la alternancia pactada entre el Partido Liberal y el Partido Conservador, conocida como el turnismo. Este sistema de dominación política local, especialmente arraigado en zonas rurales y ciudades pequeñas, es conocido como caciquismo.
El pucherazo consistía en una manipulación electoral mediante la retención de papeletas de votación, que se guardaban en recipientes tales como «pucheros» (de ahí proviene su denominación popularizada). Estas papeletas se añadían o sustraían de la urna electoral según conveniencia, con el objetivo de alterar el resultado deseado. Otros métodos utilizados incluían la ubicación de las urnas en lugares de difícil acceso y la manipulación de las votaciones mediante el uso de "lázaros" (votos de fallecidos que, al menos en teoría, resucitaban como el Lázaro de los Evangelios) y "cuneros" (candidatos que se inscribían en una circunscripción con la cual no tenían vínculos personales o políticos).
A lo largo de la historia electoral española, el vocablo «pucherazo» ha perdurado como sinónimo de fraude electoral.

## Historia

### Reinado de Amadeo I

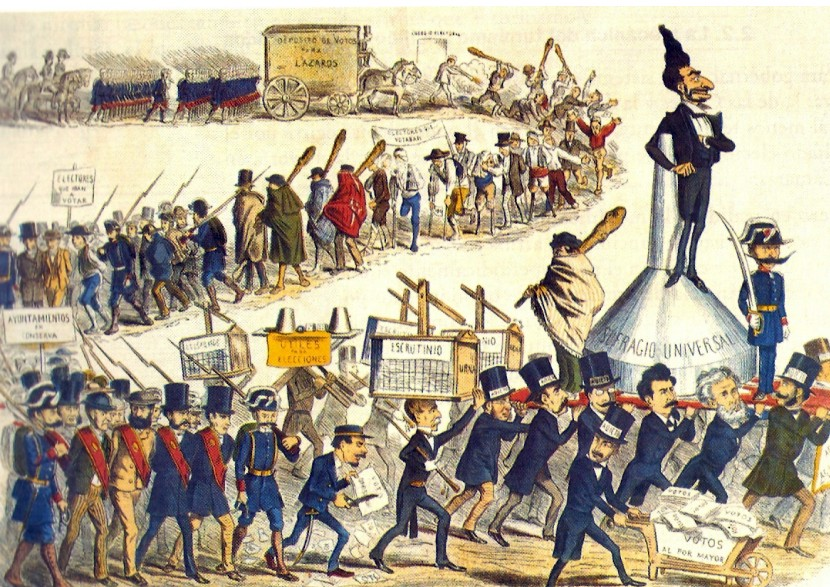
Caricatura satírica de La Carcajada (nueva cabecera de la revista La Flaca para eludir la suspensión administrativa) publicada el 18 de abril de 1872 con el título "Triunfo electoral". Ironiza sobre los métodos fraudulentos utilizados por el presidente del gobierno y ministro de la Gobernación Práxedes Mateo Sagasta para ganar las elecciones de abril de 1872. Sagasta encabeza la comitiva llevado en andas a lomos de un embudo con el letrero "SUFRAGIO UNIVERSAL". Le siguen todos los que han hecho posible el "triunfo electoral": fuerzas de orden público, partidas de la porra, lázaros (así llamados por ser electores fallecidos que han "resucitado" encarnados por otras personas), sicarios, trileros, autoridades locales, campesinos y obreros prisioneros llevados a votar, etc.

En las elecciones generales de España de abril de 1872 las candidaturas gubernamentales obtuvieron una aplastante victoria gracias a lo que entonces se llamó eufemísticamente «la influencia moral del gobierno». El presidente del ejecutivo, que también detentaba la cartera de Gobernación, era Práxedes Mateo Sagasta, quien para asegurar el triunfo de su partido, el Constitucional, dio una serie de instrucciones a los gobernadores civiles de cada provincia en las que entre otras cosas se les ordenaba lo siguiente:

Valiéndose de republicanos de segundo orden, pero influyentes en las masas y con el sigilo correspondiente, el gobernador debe comprar a dos reales o a peseta el mayor número posible de cédulas pertenecientes a electores federales. El día de la elección, media hora antes de abrirse los colegios deben aglomerarse a la puerta de cada uno un número considerable de electores monárquicos, número suficiente para ocupar por completo el salón del colegio... los cuales no facilitarán el acceso sino a los que convenga. Parece excusado advertir que a la puerta de cada colegio debe tener la autoridad agentes de orden público de corazón y energía, quienes al menor pretexto harán bien en repartir algunos palos y en llevar inmediatamente a la cárceles a quienes dieren motivo para ello. Al abrirse el colegio, que deberá efectuarse media hora antes de las nueve de la mañana, a cuyo efecto el presidente y secretario llevarán los relojes media hora adelantada, deben estar en las urnas tantas papeletas en pro de la candidatura ministerial como papeletas compradas obran en poder del gobernador.

### Restauración

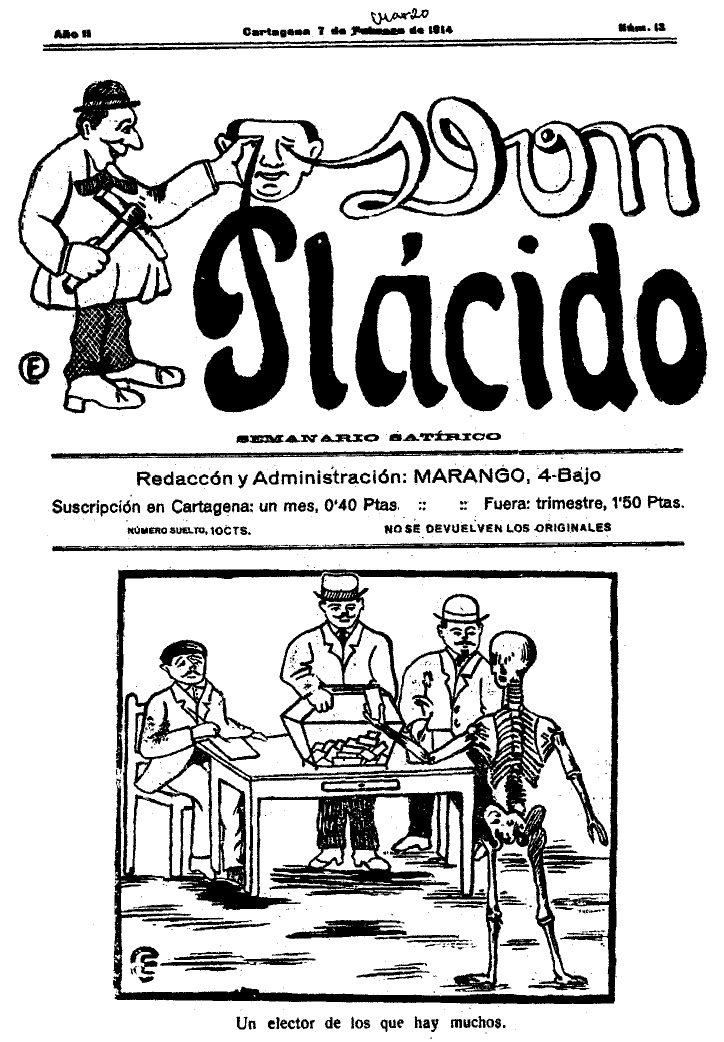
Portada del semanario satírico Don Plácido, de Cartagena, en 1914. En ella se muestra a un esqueleto votando sobre el subtítulo «Un elector de los que hay muchos», como denuncia del fraude electoral. Representa el caso de los llamados lázaros falsos votantes que tomaban el nombre de una persona ya fallecida que de esta forma resucitaba.

Todas las elecciones durante la Restauración borbónica en España fueron fraudulentas ya que el resultado estuvo determinado de antemano («encasillado») gracias a la red caciquil extendida por todo el territorio. En todas ellas el gobierno que las convocó las ganó, ya que en el régimen político de la Restauración los gobiernos cambiaban antes de las elecciones y no después como sucedía en los regímenes parlamentarios (no fraudulentos). Como ha señalado Feliciano Montero, «el rey [o en su caso la regente] era el que de hecho, mediante el decreto de disolución de Cortes, concedido a la persona designada para formar gobierno, posibilitaba el ascenso o el descenso del poder a los distintos líderes y formaciones políticas... Esta forma de acceso [al poder] subvertía la lógica de una práctica parlamentaria. No eran las Cortes las que provocaban crisis políticas y hacían cambiar gobiernos, pues cada partido gobernante se fabricaba una mayoría parlamentaria suficiente, mediante elecciones fraudulentas. Las crisis ministeriales parciales o totales, las alternativas en el ejercicio del poder (el turno), se decidían entre las altas esferas políticas (la elite) al margen del Parlamento, sobre la base de la iniciativa monárquica...»
Una valoración similar a la de Feliciano Montero es la que hace Carmelo Romero Salvador cuando afirma que «lo que en mayor medida distingue al caso español… [es] el hecho de que la acción gubernamental determinó que el partido que convocaba las elecciones las ganara siempre, y que ello quedase normalizado e institucionalizado a raíz del pacto entre los dos partidos mayoritarios que, desde 1881 y durante más de cuarenta años, decidieron alternarse en el poder». «Era el gobierno el que fabricaba las Cortes, no al contrario; y quien hacía las elecciones nunca las perdía», ha concluido José Varela Ortega.
La gestión de todo el procedimiento del fraude dependía del Ministerio de la Gobernación, que a través de los gobernadores civiles daba las instrucciones pertinentes a los alcaldes responsables del censo electoral y de organizar las mesas para que resultaran elegidos los candidatos encasillados.
En 1907 se aprobó una nueva ley electoral con el teórico objetivo de eliminar el pucherazo, pero que contenía procedimientos que en la práctica lo fomentaban. El principal, establecido en el artículo 29, consistía en que en la circunscripción donde solo se presentara un candidato, este era nombrado automáticamente electo, sin necesidad de celebrarse las votaciones. Llegó a haber convocatorias electorales, como la de 1923, en que hasta 146 diputados obtuvieron su escaño sin necesidad de recurrir a las urnas y así un 30 % del censo electoral no pudo ejercer su teórico derecho al voto. Esta ley estuvo en vigor hasta las elecciones municipales de 1931, donde muchos concejales fueron elegidos por este procedimiento (14 018 monárquicos y 1832 republicanos).[cita requerida]

### Segunda República
La Segunda República tomó medidas para que las elecciones fueran limpias y transparentes, como la figura del interventor del partido, la disposición por la que se marcaba el dedo de los votantes con tinta indeleble, etc. La Ley electoral de la Segunda República Española fue criticada por algunos sectores por la diferencia de escaños que se concedía a las "mayorías" sobre las "minorías" (por ejemplo, en la circunscripción de la ciudad de Barcelona, con un total de 20 diputados, el partido o coalición más votada obtenía 16, y el siguiente 4; incluso los 20 escaños podrían ser obtenidos por la mayoría si se cumplían una serie de requisitos). Otro aspecto criticado fue que la convalidación de las actas no correspondía a los tribunales o a otro organismo independiente, sino a una comisión formada por los propios parlamentarios elegidos. Su actuación provocó críticas sobre todo después de las elecciones de febrero de 1936. 
También fue objeto de crítica el resultado del referéndum sobre el Proyecto de Estatuto de Autonomía de Galicia de 1936. La Constitución republicana exigía mayoría de dos tercios de sí en los referendos de Estatuto de Autonomía, no sobre votantes, sino sobre gente censada, y ese sí tan alto fue discutido. El referéndum se celebró el 28 de junio, un mes antes del inicio de la Guerra Civil, y fue calificado de santo pucherazo por sus propios partidarios.

### Franquismo (a partir de 1967)
Durante la dictadura franquista no hubo elecciones, ya que los miembros de las Cortes eran designados directa o indirectamente por el Jefe del Estado Francisco Franco. Sólo se introdujo un procedimiento electivo para una parte reducida de los mismos (100 procuradores) al final del franquismo cuando en 1967 se aprobó la Ley Orgánica del Estado que modificó la Ley Constitutiva de las Cortes del 17 de julio de 1942, estableciendo que habría «dos representantes de la Familia por cada provincia, elegidos por quienes figuren en el censo electoral de cabezas de familia y por las mujeres casadas, en la forma en que se establezca en la ley». En la Ley de Representación Familiar de 1967 se determinó que los candidatos se presentarían individualmente, ya que los partidos políticos estaban prohibidos, excepto FET y de las JONS, el partido único de la Dictadura. Hubo dos elecciones por el llamado «tercio familiar», la primera celebrada el mismo año de 1967 y la siguiente en 1971.

## Irregularidades durante la Transición y Democracia
La recuperación de las elecciones democráticas en 1977 se hizo mediante un sistema electoral proporcional, en vez del mayoritario (que había sido el tradicional en España).[cita requerida] Se aplica el sistema D'Hondt para el reparto de escaños. La principal crítica que recibe es que la circunscripción provincial, sumada a la existencia de provincias de poca población, beneficia a los partidos mayoritarios, tanto los de ámbito estatal (actualmente PP y PSOE) como en el ámbito autonómico, en perjuicio de los partidos minoritarios de ámbito estatal (actualmente UP o Ciudadanos). La garantía del sistema electoral depende de la autoridad judicial, a través de las juntas electorales provinciales y la Junta Electoral Central.

### Recuento electoral
Al término de las elecciones, los miembros de cada mesa electoral cuentan los votos en presencia de interventores de los distintos partidos políticos. Los resultados de la votación se registran en un acta oficial y se introducen en un sobre denominado "sobre número 1". Este sobre se envía a la Junta Electoral para su verificación y archivo. Paralelamente, un representante de la administración recibe los datos de la votación y los transmite a una central de datos para su difusión inmediata. Este representante no suele ser un funcionario público, sino un trabajador externo, generalmente de la empresa Indra, que ha sido contratado para la tarea.
Según la Ley Electoral, los jueces que forman parte de las Juntas Electorales están obligados a verificar la veracidad de los datos que se han introducido en el sistema informático, contrastándolos con los datos del acta de votación en el "sobre número 1". En teoría, esto proporciona una capa adicional de verificación y seguridad para garantizar que los datos que se difunden coinciden con los votos reales emitidos en las urnas. Sin embargo, en la práctica, este paso de verificación no se realiza de manera sistemática. Los datos que se introducen en el sistema informático no se comparan de forma rutinaria con los datos del acta de votación en el "sobre número 1". La Junta Electoral de Sevilla reconoció la existencia de esta irregularidad, argumentando que no tenía efecto sobre la validez de los resultados de las elecciones y que esta falta de verificación era la práctica habitual en todo el país. Sin embargo, esta falta de verificación podría abrir la puerta a posibles errores o manipulaciones en el recuento de votos, y puede considerarse una violación de los procedimientos establecidos por la ley.
Las elecciones con el recuento más polémico fueron las generales de 1989, donde bailaron 4 escaños. Al final el PSOE obtuvo todos menos el de Melilla, pues los tribunales decidieron que se repitieran las elecciones en Murcia, Pontevedra y Melilla. En Barcelona los tribunales no tomaron esa medida, y al final el Tribunal Constitucional decidió que solo habría repetición en Melilla.
En las elecciones al Parlamento Europeo de 2024, se registraron resultados inusuales para la formación independentista Junts per Catalunya en varias localidades de España fuera de Cataluña. En Andalucía, destacaron los casos de San Fernando y Marbella, donde Junts acumuló 137 y 159 votos respectivamente, resultados insólitos comparados con las elecciones anteriores. Similarmente, en el barrio madrileño de Lavapiés, Junts obtuvo 167 votos, mientras que en Badajoz, Las Palmas de Gran Canaria y Zaragoza, también se registraron cantidades significativas de votos para el partido de Carles Puigdemont. Estos resultados fueron atribuidos por el Ministerio del Interior a posibles errores humanos en el recuento y transmisión de datos. Sin embargo, en diversos foros se interpretó que el algoritmo de Indra, la empresa encargada de la transmisión de datos, pudo haber repartido votos extra para que Junts, socio del gobierno, obtuviera un escaño.

### Compra de voto por correo
En algunas ocasiones se han denunciado irregularidades en el voto por correo y en los votos procedentes de la inmigración, que son investigadas judicialmente como delitos electorales. Destacan dos formas de fraude en el voto por correo: la falta de requerimiento del DNI en la última fase del proceso y la compra de votos.
En la última fase del voto por correo, que consiste en remitir el voto por correo certificado, no se exige la presentación del documento de identificación en la oficina de correos. Esta falta de requisito de identificación abre una oportunidad para el fraude, ya que cualquier persona puede enviar un voto en nombre de otro sin su consentimiento o conocimiento. Esta situación pone en entredicho la fiabilidad y seguridad del sistema de votación por correo. La ley electoral prohíbe esta práctica, ya que el voto debe ser libre y secreto, sin ser influenciado por dádivas o promesas.
En el caso de los votantes que aceptan vender su voto, también pueden enfrentar consecuencias legales. Aunque la responsabilidad principal recae en aquellos que compran los votos, las personas que venden su voto pueden ser consideradas cómplices o cooperadoras necesarias del delito. Además, dependiendo de las circunstancias, podrían incurrir en otros delitos relacionados, como pertenecer a una organización criminal o participar en actividades de blanqueo de capitales.
En términos legales, tanto la venta como la compra de votos son consideradas delitos. La ley electoral establece penas de prisión de seis meses a tres años o multas de doce a veinticuatro meses para aquellos que solicitan directa o indirectamente el voto mediante recompensas, dádivas, remuneraciones o promesas. Estas penas se aplican a quienes compran votos y participan activamente en el fraude electoral.

### Inflado del censo electoral
El inflado del censo electoral se refiere al acto de aumentar artificialmente el número de personas registradas en el censo con derecho a voto, particularmente en períodos cercanos a las elecciones. Este fenómeno puede observarse cuando la cantidad de personas empadronadas en una localidad experimenta un incremento anómalo o significativo justo antes del cierre del listado de personas con derecho al voto. Este incremento puede ser resultado de prácticas ilegítimas, como el empadronamiento de personas que no residen de manera habitual en esa localidad, con el objetivo de influir en los resultados de las elecciones. A veces, esta situación puede estar motivada por el deseo de retener el poder en un determinado lugar, ganar más alcaldías, o influir en la composición de organismos supramunicipales. Las instituciones responsables de supervisar el censo, como el Instituto Nacional de Estadística y la Oficina del Censo Electoral, pueden detectar estos incrementos inusuales y pedir a los municipios que justifiquen este crecimiento. Si no se puede dar una explicación satisfactoria, el caso puede ser llevado ante la Junta Electoral Central para su investigación. El inflado del censo electoral puede ser considerado un fraude electoral, ya que altera el número de votantes en un municipio, pudiendo así manipular los resultados de las elecciones.